# Leptostylis ovalis
Leptostylis ovalis är en kräftdjursart som beskrevs av John Todd Zimmer 1902. Leptostylis ovalis ingår i släktet Leptostylis och familjen Diastylidae. Inga underarter finns listade i Catalogue of Life.